# (473010) 2015 HX40
(473010) 2015 HX40 es un asteroide perteneciente al cinturón de asteroides, descubierto el 4 de marzo de 2006 por el equipo del Spacewatch desde el Observatorio Nacional de Kitt Peak, Arizona, Estados Unidos.

## Designación y nombre
Designado provisionalmente como 2015 HX40.

## Características orbitales
2015 HX40 está situado a una distancia media del Sol de 2,658 ua, pudiendo alejarse hasta 2,927 ua y acercarse hasta 2,389 ua. Su excentricidad es 0,101 y la inclinación orbital 3,132 grados. Emplea 1582 días en completar una órbita alrededor del Sol.

## Características físicas
La magnitud absoluta de 2015 HX40 es 16,982.